# The Cheetah Girls (trilogía)
The Cheetah Girls es una trilogía de comedia musical basada en la serie de novelas homónima de Deborah Gregory. Está protagonizada por Raven-Symoné (solo en las dos primeras películas), Adrienne Bailon, Sabrina Bryan y Kiely Williams. Las tres películas se ambientan en ciudades y países distintos: The Cheetah Girls en Nueva York, Estados Unidos,  The Cheetah Girls 2 en Barcelona, España y The Cheetah Girls: One World en Nueva Delhi, India.

## Reparto y personajes
| Personaje             | Películas         | Películas                          | Películas                    |
| Personaje             | The Cheetah Girls | The Cheetah Girls 2: When In Spain | The Cheetah Girls: One World |
| --------------------- | ----------------- | ---------------------------------- | ---------------------------- |
| Galleria Garialdi     | Raven-Symoné      | Raven-Symoné                       | Sólo mencionada              |
| Chanel Simmons        | Adrienne Bailon   | Adrienne Bailon                    | Adrienne Bailon              |
| Dorinda Thomas        | Sabrina Bryan     | Sabrina Bryan                      | Sabrina Bryan                |
| Aquanette Walker      | Kiely Williams    | Kiely Williams                     | Kiely Williams               |
| Dorothea Garibaldi    | Lynn Whitfield    | Lynn Whitfield                     |                              |
| Juanita Simmons       | Lori Anne Alter   | Lori Anne Alter                    |                              |
| Derek                 | Kyle Schmid       |                                    |                              |
| Francobollo Garibaldi | Juan Chioran      | Sólo mencionado                    |                              |
| Jackal Johnson        | Vince Corazza     |                                    |                              |
| Drinka Champagne      | Sandra Caldwell   |                                    |                              |
| Mrs. Bosco            | Kim Roberts       | Sólo mencionada                    |                              |
| Marisol Durán         |                   | Belinda Peregrín                   |                              |
| Joaquin               |                   | Golan Yosef                        | Sólo mencionado              |
| Angel                 |                   | Peter Vives                        |                              |
| Lola Durán            |                   | Kim Manning                        |                              |
| Luke                  | Sólo mencionado   | Abel Folk                          |                              |
| Vikram                |                   |                                    | Michael Steger               |
| Amar                  |                   |                                    | Kunal Sharma                 |
| Gita                  |                   |                                    | Deepti Daryanani             |
| Rahim                 |                   |                                    | Rupak Ginn                   |
| Uncle Kamal Bhatia    |                   |                                    | Roshan Seth                  |

- Datos: Q7722302